# Claes Rålamb (landshövding)
Claes Rålamb, född 12 april 1682, död 26 mars 1751 i Högsjö, Vingåkers kommun, var en svensk friherre och landshövding.

## Biografi
Claes Rålamb var son till vice landshövding friherre Hans Rålamb och Ingeborg Fleming samt sonson till riksrådet Claes Rålamb. Han var från 1703 kammarjunkare hos Karl Fredrik av Holstein-Gottorp. Med egna medel tog han sig till Tighina (tidigare Bender) och var med om kalabaliken i Bender. Den 21 januari 1720 blev han extra ordinarie kammarråd och 1724 ordinarie kammarråd. Han blev 13 september 1737 landshövding i Halland, en post han behöll till maj 1745 då han begärde avsked.
Rålamb var gift med grevinnan Christina Douglas. Deras sonson Claes Rålamb var en av rikets herrar.

### Fotnoter
1. ↑  Hallands historia och beskrivning: Claes Rålamb